# Thomassique
Thomassique (em crioulo, Tomasik), é uma comuna do Haiti, situada no departamento do Centro e no arrondissement de Hinche. De acordo com o censo de 2015, sua população total é de 78.750 habitantes.